# 다케다 쇼헤이
다케다 쇼헤이(일본어: 武田 将平, 1994년 4월 4일~)는 일본의 축구 선수이다.

## 구단 경력
그는 2017년 J2리그의 파지아노 오카야마에 입단했다. 2019년까지 43경기에 출전하여, 4득점을 넣었다. 2020년 방포레 고후로 이적했다. 2021년 교토 상가 FC로 이적했다. 2021년 J2리그 준우승으로 J1리그로 승격했다.